# Kościół Chrystusa Króla w Olsztynie
Kościół Chrystusa Króla w Olsztynie – świątynia powstała z okazji uczczenia 700 rocznicy śmierci Św. Franciszka.
Obiekt został zbudowany w latach 1926–1927 w stylu renesansu włoskiego. Od samego początku swego istnienia należy do zakonu ojców franciszkanów.
Dawniej przy parafii działał szpital. Obecnie jego budynek pełni funkcję klasztorną.